# Der Mann von der Botschaft
Der Mann von der Botschaft è un film del 2006 diretto da Dito Tsintsadze.

## Trama
Il funzionario dell'ambasciata tedesca, Herbert, incontra la dodicenne Sashka; ma finirà nei guai, perché sospettato di pedofilia.

## Distribuzione
In Italia è stato distribuito in video col titolo internazionale The Man from the Embassy.